# Карнозин
Карнозин — дипептид, що складається з амінокислот бета-аланіну та гістидину. Він сильно концентрується в м'язових і мозкових тканинах.
Карнозин був відкритий російським хіміком Володимиром Гулевичем і природним чином виробляється організмом у печінці з бета-аланіну та гістидину.